# ES文件浏览器
ES文件浏览器是由小熊博望为Android设备开发的文件浏览/管理器，包含功能如云存储集成，通过FTP或局域网从Android设备向Windows设备传输文件等功能，以及可在已获取root权限的Android设备上访问系统目录。因其软件中包含点击欺诈行为，Google Play已将其下架。